# Kees Kuijs
Cornelis Kees Johannes Kuijs (Anna Paulowna, 4 d'octubre de 1931) fou un futbolista neerlandès de la dècada de 1950.
Defensà els colors dels clubs HFC Haarlem i NAC Breda. Fou 43 cops internacional amb els Països Baixos.

## Referències

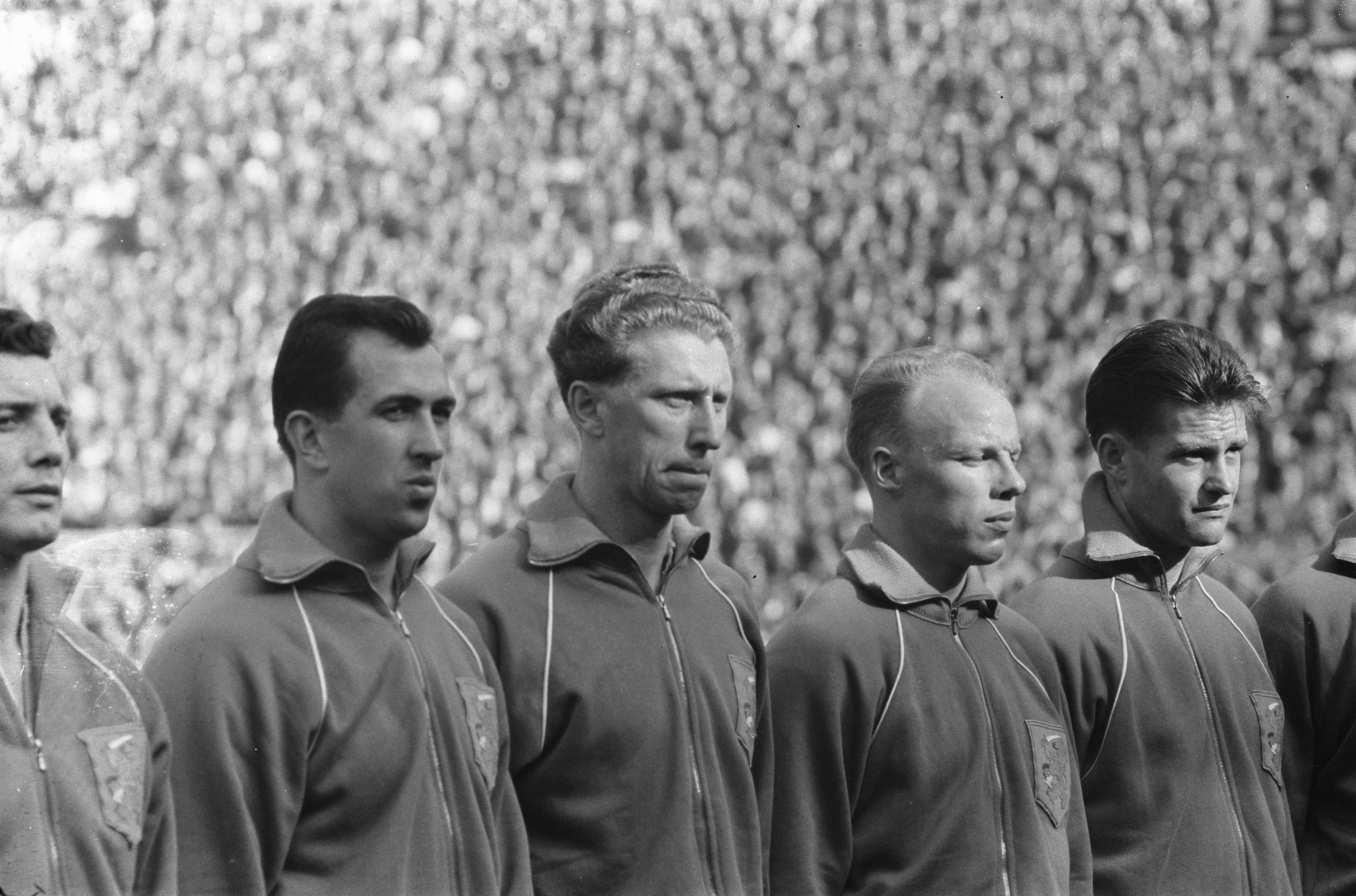
Holanda vs Bèlgica el 1960. D'esquerra a dreta: Cor van der Hart, Eddy Pieters Graafland, Jan Klaassens, Roel Wiersma i Kees Kuijs.